# استخراج العمليات
استخراج العمليات أو التنقيب عن العمليات هي مجموعة من التقنيات المتعلقة بمجالات علم البيانات وإدارة العمليات لدعم تحليل العمليات التشغيلية على أساس سجلات الحدث. الهدف من استخراج العمليات هو تحويل بيانات الحدث إلى إدراكات وإجراءات. يعد استخراج العمليات جزءًا أساسي من علم البيانات، ويغذيه توافر بيانات الحدث والرغبة في تحسين هذه العمليات والإجراءات. 
استخراج العمليات يستخدم بيانات الحدث لإظهار ما يفعله الأشخاص والآلات والمنظمات في الواقع.
و يوفر استخراج العمليات رؤى جديدة يمكن استخدامها لتحديد المسار التنفيذي الذي تسلكه العمليات التشغيلية ومعالجة مشاكل جودة الأداء والامتثال للقوانين.
يبدأ استخراج العمليات من بيانات الحدث. المعطيات هي سجل الحدث. يرى سجل الحدث العملية من زاوية معينة. يجب أن يحتوي كل حدث في السجل على ثلاث توصيفات أساسية هي: أولاً رقم تعريفي لنسخة معينة من العملية (يسمى رقم الحالة)، ثانياً نشاط (وصف الحدث)، وأخيراً طابع زمني. قد تكون هناك سمات أحداث إضافية تشير إلى الموارد والتكاليف وما إلى ذلك، ولكنها اختيارية.
ويمكن أيضاً استخراج هذه البيانات من أي نظام معلومات يدعم العمليات التشغيلية. يستخدم التنقيب عن العمليات بيانات الأحداث هذه للإجابة عن مجموعة متنوعة من الأسئلة المتعلقة بالعملية.